# The Jerusalem Post
The Jerusalem Post là một tờ báo khổ rộng có trụ sở tại Jerusalem, Israel. Tòa soạn được thành lập vào năm 1932 dưới thời Lãnh thổ Ủy trị Palestine thuộc Anh bởi Gershon Agron với tên gọi The Palestine Post. Năm 1950, tòa soạn đổi tên thành The Jerusalem Post. Năm 2004, tờ báo này được mua lại bởi Mirkaei Tikshoret, một công ty truyền thông Israel kiểm soát bởi nhà đầu tư Eli Azur. Bưu báo Jerusalem được xuất bản bằng tiếng Anh và trước đó cũng đã in ấn bản tiếng Pháp.
Trước đây được coi là báo của phe cánh tả, tờ báo này đã trải qua một sự thay đổi đáng chú ý sang cánh hữu vào cuối những năm của thập niên 1980. Từ năm 2004, biên tập viên David Horovitz đã đưa định hướng chính trị của tờ báo sang hướng trung lập. Người kế nhiệm của ông vào năm 2011, Steve Linde, đã tuyên bố rằng Bưu báo Jerusalem sẽ cung cấp thông tin cân bằng với các quan điểm của mọi tần lớp chính trị. Vào tháng 4 năm 2016, Linde từ chức tổng biên tập và được thay thế bởi Yaakov Katz, một cựu phóng viên quân sự và cố vấn cho Bộ trưởng Kinh tế và Cộng đồng của Israel.